# David Vogel
David Vogel (n. 15 mai 1891, Sataniv, Proskurovsky Uyezd⁠(d), Gubernia Podolia, Imperiul Rus – d. 10 martie 1944, Lagărul de exterminare Auschwitz-Birkenau, Germania Nazistă) (în ebraică:דוד פוגל ) a fost un scriitor și poet evreu de limba ebraică, originar din Ucraina, care a trăit și activat mai ales în Austria și Franța. Interesul pentru opera sa a fost reînviat în 1954 de un articol elogios al poetului israelian Nathan Zach.
Versurile, nuvelele, precum și romanul său "Viață de căsnicie" i-au adus, mai ales postum, renumele ca unul din creatorii ebraici cei mai însemnați ai anilor 1920-1940.

## Date biografice
David Vogel s-a născut în anul 1891 la Sataniv (Satanov), în Podolia, pe atunci în Imperiul Rus, într-o familie evreiască religioasă. Din copilărie a devenit orfan de tată. În anul 1909 s-a stabilit la Wilno, apoi a trăit un timp la Lvov, iar din 1912 la Viena. În anii primului război mondial a fost arestat de autoritățile austro-ungare ca supus al unei țări inamice. În 1919, i s-a diagnosticat o infecție tuberculoasă. Cea mai mare parte a vieții el a trăit în sărăcie și a pribegit prin Europa, întreținându- cu greutate din versurile și povestirile pe care le-a publicat. Vogel a dus un mod de viață cu totul laic, nu era cunoscut ca sionist, în schimb scria în limba ebraică, pe care o stăpânea la perfecție din copilărie. 
În anii 1919-1925 a trăit la Viena, Berlin, Paris, Varșovia.
Spre sfârșitul anilor 1920 s-a căsătorit a doua oară. După o ședere de 3 ani la Paris, în anul 1929 a emigrat împreună cu soția, Ilka, în Palestina (pe atunci aflată sub regim mandatar britanic), la invitația unor confrați scriitori. La Tel Aviv i s-a născut o fetiță, Tamara, dar clima și mediul cultural local nu i-au priit scriitorului. În 1930 s-au întors la Viena, apoi au plecat în Germania unde Vogel a încercat fără succes să scoată o ediție în germană a romanului său Hayey Nissuiym (Viață de căsnicie), ce fusese scris și publicat în ebraică în 1928. În 1932 s-a stabilit cu familia la Paris.
Sotia sa a fost nevoită să se interneze curând într-un spital, apoi într-un sanatoriu de tuberculoză, iar fetița a crescut în cursul anilor într-un internat, unde scriitorul venea să o viziteze de două ori pe lună. 
În cursul sejurului în Franța, a fost, după izbucnirea celui de al Doilea Război Mondial, arestat ca cetățean al unei țări inamice, iar după ocuparea Franței de către Germania a fost eliberat și a trecut la sud-vestul țării, în zona controlată de regimul de la Vichy. 
În februarie 1944, probabil în urma unui denunț, Vogel a fost arestat, ca evreu, la Hauteville, unde soția sa era internată la sanatoriu, și predat autorităților germane. A fost trimis în lagărul de concentrare Drancy, iar de acolo a fost transferat la Auschwitz.
După câte se pare, a pierit în 1944 (10 martie?) în acest lagăr nazist de exterminare. 
Fiica sa, de 15 ani, împreună cu un grup de adolescenți și copii evrei au reușit în acel an să fugă în Elveția și au fost internați într-un lagăr de refugiați la Geneva. Soția, care a supraviețuit, fiind ascunsă, și a apucat să se revadă în 1945 cu fiica ei în Elveția, a murit la scurt timp după aceea.

## Activitatea literară
Din 1917, David Vogel a început să publice scurte poezii în rime albe în jurnalele de limbă ebraică.

## Cărți

### Versuri
- Lifney Hashaar haafel, Viena, 1923, traducere în limba română: În fața porții obscure. Poeme (Ed. Mușatinii, Suceava, 2018), tr. Menachem Falek
- Kol Hashirim,  (Toate poeziile) , culegere și prefață de Dan Pagis, 1962, 1971
- Leéver Hadmamá (Înspre tăcere) - cu note și prefață de Aharon Komem
- Kol Hashirim - sub îngrijirea lui Aharon Komem, 1998

### Proză
- Bevéit Hamarpé (La sanatoriu), nuvelă, Ierusalim, Tel Aviv, 1929-1930
- Noháh hayam (Lângă mare),  nuvelă,1934 (în Anuarul Palestinei - Sefer Hashana shel Eretz Israel, red. de Yeruham Fischer Lachover),  1973
- Hayéy nisuyim (Viață de căsnicie) 1928, 1986, roman
- Roman vinayí - (Roman vienez) 2012, descoperit postum în anul 2010 de către cercetătoarea Lilah Netanel (Univ. Bar Ilan) în arhiva Gnazim din Israel

## David Vogel în alte arte
- Compozitori israelieni ca Mark Kopitman, Shem Tov Levi (Beleilot Hastav - În nopțile de toamnă 1977),Yedidia Admon , Dan Juhasz, Mary Even Or, Ishay Knoll, Assaf Roth, Șlomo Arți și Gidi Koren (Ima ktana - Mămică), Kobi Oshrat (Arey Neuray - Orașele tinereții mele, interpretată de Tzila Dagan), au compus lieduri și cântece pe versurile sale.